# Cyrtopodion fortmunroi
Cyrtopodion fortmunroi este o specie de șopârle din genul Cyrtopodion, familia Gekkonidae, descrisă de Khan 1993. A fost clasificată de IUCN ca specie cu risc scăzut. Conform Catalogue of Life specia Cyrtopodion fortmunroi nu are subspecii cunoscute.

## Galerie

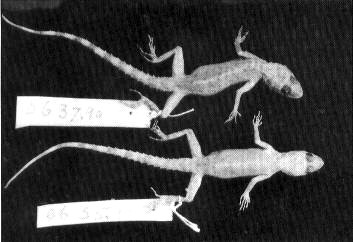